# Allomorphe
En linguistique, le terme allomorphe désigne une variante d’un morphème, celui-ci étant un élément abstrait, théorique, qui caractérise la langue vue comme une abstraction dans la linguistique structurale. Ce terme est en fait formé à partir du terme « morphe », appellation de l’élément concret qui réalise le morphème dans la parole, la correspondante concrète de la langue,,,. Les termes « allomorphe », « morphe » et « morphème » ont été créés par analogie avec « allophone », « phone » (son) et « phonème », respectivement, utilisés en phonologie.
Tout type de morphème peut avoir des allomorphes : un mot autonome qui est en même temps un radical, ou un affixe lexical (morphèmes lexicaux) ; un radical ne pouvant pas être un mot autonome (morphème lexico-grammatical) ; un affixe grammatical (morphème grammatical).
Les allomorphes apparaissent souvent à la suite de changements ayant eu lieu dans l’histoire de la langue. Ainsi, un morphème qui, dans une certaine période de l’histoire, était représenté par un seul morphe, arrive à être réalisé par plusieurs.
Les allomorphes peuvent n’avoir aucun conditionnement ou être conditionnés en général par deux catégories de facteurs : phonétiques et morphologiques.

## Allomorphes non conditionnés
Certains allomorphes sans conditionnement sont en variation libre, c’est-à-dire qu’ils peuvent être choisis selon la volonté de l’utilisateur, ayant le même sens lexical ou grammatical, par exemple :
- En français tel est le cas du verbe s’asseoir qui a, dans la langue standard, deux séries de formes à certains temps : je m’assieds / je m’asseois, nous nous asseyons / nous nous assoyons, etc.[6]
- En roumain, l’affixe du pluriel du mot chibrit « allumette » a deux allomorphes : chibrituri et chibrite[3].
- En BCMS[7], c’est la désinence de génitif masculin du singulier des adjectifs qui a deux allomorphes de ce type : novog et novoga « du nouveau »[8].
- En hongrois, le mot radical morphème lexical ayant le sens « vers le haut » a les allomorphes fel et föl[4].

Les formes flexionnelles irrégulières sont également des allomorphes non conditionnés mais sans être en variation libre, ne pouvant être employés l’un à la place d’un autre. C’est le cas, par exemple, en anglais, de la forme irrégulière de pluriel mice « souris » (singulier mouse), un allomorphe du morphème de pluriel qui a d’autres allomorphes aussi, entre autres -s [s] dans le mot caps « bonnets » (singulier cap).

## Allomorphes conditionnés
L’emploi des allomorphes phonétiques et de la plupart des allomorphes morphologiques est déterminé par leur contexte (voisinage), c’est-à-dire qu’il n’y a pas de contexte où puisse apparaître plus d’un seul allomorphe d’un morphème. On dit que ce sont des variantes contextuelles en distribution complémentaire, et en général on peut prédire systématiquement et de façon régulière dans quel contexte ils apparaissent,.

### Allomorphes phonétiques
Ces allomorphes sont déterminés par divers phénomènes phonétiques, dont certains existent dans certaines langues seulement. La différence entre de tels allomorphes peut ou non être marquée à l’écrit, ou bien, dans une même langue, parfois être marquée et d’autres fois non, en fonction des règles orthographiques de la langue donnée.
En français, par exemple, le suffixe formateur de noms d’agent -ier a pour allomorphes ceux écrits en caractères gras dans les exemples suivants, les deux premiers ne se distinguant pas à l’écrit :
- jardinier [ʒardinje] après consonne ;
- vitrier [vitrije] après consonne + [r] ;
- conseiller [kɔ̃seje] après [j].

Le pluriel des articles les, des a une seule forme à l’écrit mais deux allomorphes à l’oral, déterminés par le type de phone qui les suit : consonne (les [le] parents) ou voyelle (les [lez] enfants).
L’assimilation (phénomène par lequel un phone emprunte un ou plusieurs traits articulatoires à un phone voisin ou proche du premier) crée des allomorphes en diverses langues. Exemples :
(fr) Le préfixe ab- a deux allomorphes qui ne se distinguent pas à l’écrit, [ab] (ex. abnégation) et [ap] (ex. absurde [apsyrd]). Dans le deuxième exemple, la consonne sourde [s] rend sourde la consonne du préfixe, [b].
(en) Le morphème du pluriel a, entre autres, les allomorphes [s] (consonne sourde) et [z], sa correspondante voisée, les deux écrits -s. Le premier est précédé d’une consonne sourde (ex. caps), le second d’une consonne voisée qui assimile [s] (ex. logs [lɒɡz] « bûche »).
(ro) La préposition în « en, dans » a, lorsqu’elle devient préfixe, les allomorphes [ɨn] devant une voyelle (ex. îneca « noyer ») et [ɨm] devant [p] et [b] (ex. îmbuna « apaiser »), ces consonnes transmettant leur caractère bilabial à [n].
(BCMS) Dans cette langue, les assimilations sont le plus souvent marquées à l’écrit. Par exemple dans le couple težak « lourd » – teška « lourde », la consonne sourde du morphème du féminin assimile la consonne voisée du radical de la forme de masculin.
(hu) Lors de la formation d’un mot composé comme vasgolyó [ˈvɒʒɡojoː] « bille de fer » (< vas [vɒʃ] « fer » + golyó [ɡojoː] « bille »), la consonne voisée initiale du deuxième composant assimile la consonne finale sourde du premier, sans que ce soit marqué à l’écrit.
Le hongrois, le finnois et le turc, par exemple, sont des langues caractérisées par l’harmonie vocalique, un type d’assimilation consistant en la tendance de toutes les voyelles d’un mot à avoir en commun un certain trait ou certains traits. Ce phénomène crée des allomorphes de suffixes qui s’harmonisent avec les voyelles du reste des mots. Exemples :
- En hongrois, la désinence du cas datif a les allomorphes -nek (à voyelle antérieure) et -nak (à voyelle postérieure). On peut ajouter le premier à un mot comme gyermek « enfant », ce qui donne a gyermeknek « à l’enfant », et le second à un mot comme ház « maison » → a háznak « à la maison »[17].
- En finnois, un exemple d’application de la règle de l’harmonie vocalique est celui de la désinence correspondant en français à la préposition « dans ». Cette désinence a les allomorphes -ssä (à voyelle antérieure) et -ssa (à voyelle postérieure), par conséquent : metsä « bois » → metsässä « dans le bois », talo « maison » → talossa « dans la maison »[18].
- En turc, le pluriel étant formé avec le suffixe ayant les allomorphes -ler et -lar, celui des mots suivant est : ev « maison » → evler « maisons », at « cheval » → atlar « chevaux »[19].

Des allomorphes créés par syncope au cours de l’histoire de la langue sont, par exemple, (hu) terem « salle » et term. Le premier est un mot à l’état libre et le radical de certaines formes casuelles, comme dans a teremben « dans la salle » ; le second est le radical de la forme de pluriel, entre autres (termek).

### Allomorphes morphologiques
Si un allomorphe n’est pas conditionné phonétiquement, alors il s’agit en général d’un allomorphe morphologique.
L’allomorphie peut concerner les radicaux, étant déterminée par des morphèmes qu’on leur ajoute. En français, par exemple, la forme écrite lait peut être celle d’un mot à l’état libre ou celle d’un radical auquel on ajoute des suffixes de dérivation lexicale. C’est un morphème à deux allomorphes, prononcés [lɛ] dans le premier cas et [lɛt] dans le second, dans les mots laiterie [lɛtri], laitier [lɛtje], laitage [lɛtaʒ].
Dans le cas d’un verbe irrégulier par le fait d’avoir des radicaux différents, ceux-ci sont des allomorphes morphologiques déterminés par les morphèmes avec lesquels ils se combinent. Ainsi, le verbe aller a trois allomorphes : all- dans nous allons, etc. ; v- dans je vais, etc. ; i- dans j’irai, etc. Dans le domaine du lexique, on parle de relation d’allomorphie entre deux morphèmes bases de dérivation si une telle relation concerne plusieurs couples, ex. sel – salin, mer – marin. On dit de tels allomorphes que ce sont des formes supplétives.
On considère également comme des allomorphes les formes différentes d’un radical dans lequel au moins une voyelle change seulement par flexion interne, sans qu’on lui ajoute aucun affixe :
(fr) il/elle peut ~ il/elle put, il/elle sait ~ il/elle sut ;
(en) sing « chanter » ~ sang (passé simple) ~ sung (participe passé) ~ song « chanson », foot « pied » ~ feet « pieds » ;
(es) hace « il/elle fait » ~ hice « je fis » ;
(ar) kitab « livre » ~ katib « écrivain ».
Les affixes aussi peuvent avoir des allomorphes morphologiques. En roumain, par exemple, le suffixe du gérondif a les allomorphes -ând [ɨnd] et -ind [ind], déterminés par la classe de conjugaison du verbe, ex. cânta « chanter » → cântând « en chantant », mais citi « lire » → citind « en lisant »).

### Allomorphes stylistiques
Dans la littérature linguistique on peut trouver au sujet des allomorphes la condition qu’ils doivent être identiques aussi bien du point de vue de leur sens lexical, que du point de vue stylistique, autrement dit, ils doivent appartenir à la même variété de langue. En français il y a des morphèmes radicaux qui ont des formes différentes avec le même sens lexical, l’une hérité du latin, l’autre emprunté à cette langue, par exemple école, respectivement scol- (ex. dans l’adjectif scolaire). Selon Boukreeva 1996, ce sont des allomorphes, puisqu’ils sont identiques du point de vue stylistique aussi. Par contre, étoile et stell- (dans stellaire) ne le sont pas, car étoile a un sens plus général et il existe l’adjectif étoilé, alors que stellaire a une nuance plutôt scientifique ; ils ne sont donc pas identiques.
Cependant, certains auteurs mentionnent l’existence d’allomorphes stylistiques. Ainsi, une variation stylistique existe entre je peux et je puis, en distribution quasi-complémentaire dans certains dialectes du français, où peux et puis seraient des allomorphes d’un même morphème.